# Josh Richardson
Joshua Michael Richardson, detto Josh (Edmond, 15 settembre 1993), è un cestista statunitense, professionista nella NBA con gli Utah Jazz.

## Carriera
È stato selezionato dai Miami Heat al secondo giro del Draft NBA 2015 (40ª scelta assoluta).

## Statistiche

### NCAA
| Anno      | Squadra          | PG  | PT  | MP   | TC%  | 3P%  | TL%  | RP  | AP  | PRP | SP  | PP   |
| --------- | ---------------- | --- | --- | ---- | ---- | ---- | ---- | --- | --- | --- | --- | ---- |
| 2011-2012 | Tenn. Volunteers | 34  | 9   | 15,9 | 35,3 | 23,7 | 64,0 | 1,4 | 0,7 | 0,5 | 0,6 | 2,9  |
| 2012-2013 | Tenn. Volunteers | 33  | 32  | 30,7 | 46,9 | 21,4 | 69,2 | 4,3 | 1,6 | 1,1 | 0,7 | 7,9  |
| 2013-2014 | Tenn. Volunteers | 37  | 36  | 30,3 | 47,3 | 33,7 | 79,3 | 2,9 | 1,5 | 0,7 | 0,8 | 10,3 |
| 2014-2015 | Tenn. Volunteers | 32  | 32  | 36,3 | 46,1 | 35,9 | 79,8 | 4,5 | 3,6 | 2,1 | 0,5 | 16,0 |
| Carriera  | Carriera         | 136 | 109 | 28,2 | 45,5 | 31,7 | 75,8 | 3,2 | 1,8 | 1,1 | 0,7 | 9,2  |

#### Massimi in carriera
- Massimo di punti: 30 vs Mississippi State (3 febbraio 2015)[1]
- Massimo di rimbalzi: 10 (2 volte)
- Massimo di assist: 8 vs Tennessee State (27 dicembre 2014)
- Massimo di palle rubate: 6 vs Butler (14 dicembre 2014)
- Massimo di stoppate: 3 (3 volte)
- Massimo di minuti giocati: 43 vs Texas A&M (23 febbraio 2013)

### NBA

#### Regular Season
| Anno      | Squadra            | PG  | PT  | MP   | TC%  | 3P%  | TL%  | RP  | AP  | PRP | SP  | PP   |
| --------- | ------------------ | --- | --- | ---- | ---- | ---- | ---- | --- | --- | --- | --- | ---- |
| 2015-2016 | Miami Heat         | 52  | 2   | 21,3 | 45,2 | 46,1 | 66,7 | 2,1 | 1,4 | 0,7 | 0,5 | 6,6  |
| 2016-2017 | Miami Heat         | 53  | 34  | 30,5 | 39,4 | 33,0 | 77,9 | 3,2 | 2,6 | 1,1 | 0,7 | 10,2 |
| 2017-2018 | Miami Heat         | 81  | 81  | 33,2 | 45,1 | 37,8 | 84,5 | 3,5 | 2,9 | 1,5 | 0,9 | 12,9 |
| 2018-2019 | Miami Heat         | 73  | 73  | 34,8 | 41,2 | 35,7 | 86,1 | 3,6 | 4,1 | 1,1 | 0,5 | 16,6 |
| 2019-2020 | Philadelphia 76ers | 55  | 53  | 30,8 | 43,0 | 34,1 | 80,9 | 3,2 | 2,9 | 0,9 | 0,7 | 13,7 |
| 2020-2021 | Dallas Mavericks   | 59  | 56  | 30,3 | 42,7 | 33,0 | 91,7 | 3,3 | 2,6 | 1,0 | 0,4 | 12,1 |
| 2021-2022 | Boston Celtics     | 44  | 0   | 24,7 | 44,3 | 39,7 | 85,9 | 2,8 | 1,5 | 0,8 | 0,5 | 9,7  |
| 2021-2022 | San Antonio Spurs  | 21  | 7   | 24,4 | 42,9 | 44,4 | 94,6 | 2,9 | 2,3 | 1,0 | 0,3 | 11,4 |
| 2022-2023 | San Antonio Spurs  | 42  | 6   | 23,7 | 43,6 | 35,7 | 88,3 | 2,8 | 3,3 | 1,0 | 0,3 | 11,5 |
| 2022-2023 | N.O. Pelicans      | 23  | 4   | 23,2 | 41,9 | 38,4 | 76,2 | 2,4 | 1,6 | 1,3 | 0,4 | 7,5  |
| 2023-2024 | Miami Heat         | 43  | 6   | 25,7 | 44,4 | 34,7 | 94,4 | 2,8 | 2,4 | 0,6 | 0,3 | 9,9  |
| 2024-2025 | Miami Heat         | 8   | 0   | 18,8 | 28,9 | 27,3 | 100  | 1,5 | 1,5 | 1,0 | 0,1 | 4,0  |
| Carriera  | Carriera           | 554 | 322 | 28,5 | 42,8 | 36,3 | 84,6 | 3,0 | 2,6 | 1,0 | 0,5 | 11,5 |

#### Play-off
| Anno     | Squadra            | PG | PT | MP   | TC%  | 3P%  | TL%  | RP  | AP  | PRP | SP  | PP   |
| -------- | ------------------ | -- | -- | ---- | ---- | ---- | ---- | --- | --- | --- | --- | ---- |
| 2016     | Miami Heat         | 14 | 0  | 27,6 | 37,1 | 37,0 | 71,4 | 3,6 | 1,6 | 0,4 | 0,9 | 6,6  |
| 2018     | Miami Heat         | 5  | 5  | 26,0 | 37,5 | 31,6 | 85,7 | 3,0 | 2,8 | 2,2 | 1,0 | 8,4  |
| 2020     | Philadelphia 76ers | 4  | 4  | 36,0 | 35,7 | 35,7 | 94,4 | 3,8 | 3,3 | 0,5 | 0,5 | 16,8 |
| 2021     | Dallas Mavericks   | 7  | 0  | 13,4 | 39,3 | 30,0 | 100  | 1,6 | 0,7 | 0,3 | 0,0 | 4,9  |
| Carriera | Carriera           | 30 | 9  | 25,2 | 37,1 | 35,0 | 87,5 | 3,0 | 1,8 | 0,7 | 0,7 | 7,9  |

#### Massimi in carriera
- Massimo di punti: 37 vs Golden State Warriors (10 febbraio 2019)[2]
- Massimo di rimbalzi: 10 vs Orlando Magic (23 dicembre 2018)
- Massimo di assist: 10 vs Minnesota Timberwolves (26 ottobre 2022)
- Massimo di palle rubate: 7 vs Philadelphia 76ers (21 aprile 2018)
- Massimo di stoppate: 4 (3 volte)
- Massimo di minuti giocati: 46 vs Cleveland Cavaliers (10 aprile 2017)

### G League
| Anno      | Squadra           | PG | PT | MP   | TC%  | 3P%  | TL%  | RP  | AP  | PRP | SP  | PP   |
| --------- | ----------------- | -- | -- | ---- | ---- | ---- | ---- | --- | --- | --- | --- | ---- |
| 2015-2016 | S. Falls Skyforce | 4  | 4  | 38,2 | 47,3 | 39,3 | 70,6 | 4,5 | 3,8 | 2,5 | 1,3 | 23,3 |
| Carriera  | Carriera          | 4  | 4  | 38,2 | 47,3 | 39,3 | 70,6 | 4,5 | 3,8 | 2,5 | 1,3 | 23,3 |